# Seekirchen am Wallersee
Seekirchen am Wallersee är en stad och kommun i förbundslandet Salzburg i Österrike. Kommunen har 11 570 invånare (2024), på en yta av 50,28 km². Seekirchen am Wallersee är huvudort i distriktet Salzburg-Umgebung.

## Indelning
Kommunen består av 20 orter (Ortschaften) (inom parentes invånarantal 1 januari 2024):

- Bayerham (158)
- Brunn (1 035)
- Fischtaging (240)
- Halberstätten (197)
- Huttich (203)
- Kothgumprechting (150)
- Kraiham (144)
- Mayerlehen (311)
- Mödlham (481)
- Ried (201)
- Schmieding (109)
- Schmiedkeller (133)
- Schöngumprechting (297)
- Seekirchen am Wallersee (4 212)
- Seewalchen (1 122)
- Waldprechting (1 619)
- Wies (165)
- Wimm (236)
- Wimmsiedlung (436)
- Zaisberg (121)